# Парашути на деревах
«Парашути на деревах» (рос. «Парашюты на деревьях») — білоруський радянський художній фільм 1973 року режисера Йосифа Шульмана за мотивами однойменної документальної книги Наполеона Рідевського.

## Сюжет
Німецько-радянська війна. В ході здійснення операції з подолання укріплених районів Східної Пруссії на територію ворога закидається спеціально підготовлена група радянських розвідників. Група працює на ворожій території без будь-якої надії на допомогу. Але навіть в Німеччині розвідники знаходять друзів...

## У ролях
- Володимир Смирнов
- Олександр Январьов
- Микола Федорцов
- Людмила Безугла
- Олена Ставрогіна
- Анатолій Чарноцький
- Анатолій Барчук
- Володимир Роговцев
- Олександр Кузьмін
- Микола Крюков
- Микола Бріллінг
- Сергій Полежаєв
- Ігор Ясулович
- Олександра Климова
- Петро Соболєвський
- Тамара Тимофєєва

## Творча група
- Сценарій: Микола Раєвський
- Режисер: Йосиф Шульман
- Оператор: Олег Авдєєв
- Композитор: Андрій Ешпай